# Старовижівський краєзнавчий музей
Старовижівський краєзнавчий музей — краєзнавчий музей у місті Стара Вижівка Волинської області.

## Історія
Створено 9 січня 1992 року. Виділене приміщення — найстаріший будинок (колись там розміщувалась перша пошта) в селищі (1944—1945 рр.).
Музей розпочинався з обладнання двох кімнат — відділу природи та краєзнавчого. Краєзнавчий відділ з початку утворення музею неодноразово перебудовувався. Приміщення дерев'яне всередині потиньковане глиною. У 1992 році ззовні обкладене цеглою.

## Експонати
Загальний фонд — понад 4500 експонатів, з яких третина в експозиційних залах.
Серед музейних фондів колекції: кераміки — сиваків (с. Рокита); колекція предметів 2-ї половини XVI ст., знайдених на містечку (торгова пломба, цвяхи, меч, ключі, кахлі та ін.), колекція хрестів, нумізматична колекція, метрична книга 1780—1816 рр.; колекції предметів поч. XX ст.: рушників початку з поліськими орнаментами (із датами та іменами авторів); жіночого одягу західного Полісся; вишитих рушників.

## Експозиційні розділи та виставки
Найпопулярнішими є виставки робіт (проводяться кілька разів на рік) декоративно-прикладного мистецтва, творів живопису, художньої вишивки місцевих майстрів. Пропонуються майстер-класи з виготовлення різдвяної атрибутики з соломи; писанкарство; обрядові та розвивальні ляльки-мотанки; плетення з паперової лози; майстер-класи майстрів народного мистецтва регіону.
Серед постійних експозицій:
природничий відділ: фотознімок найстарішого дуба (понад півтисячі років), чорної берези, опудала птахів, лисиці, кози;
етнографічний: віялка поч. XX ст., ткацький верстат, вишиті сорочки, плетені із соломи і верби бочки, прядка, кераміка та інші предмети домашнього вжитку;
кімната «З історії пожежної справи»: експонати українського та польського походження, серед яких помпа для гасіння пожежі поч. ХХ ст., пожежні каски, одяг, фотознімки;
приміщення «Визволителі Вітчизни»: матеріали періоду Другої світової війни — каски, снаряди, солдатські фляги, фотознімки, документи та ін.;
розділ «З історії Старовижівщини»: матеріали розкопок — кремінні сокири, холодна зброя, хрести, обручки, фрагменти кераміки. 
Виставка про події сьогодення «Історія, що пишеться сьогодні» — кімната ремесел: вироби з дерева — ночівки, вила, граблі, прач, рубель, що використовувались в домашньому господарстві.

## Активність
Музей бере участь у роботі всеукраїнських наукових історико-краєзнавчих конференцій, організовує науково-практичні конференції за участю вчителів історії, учнів та місцевих краєзнавців.
Також проводяться тематичні та оглядові екскурсії. На базі музею проводяться свята, пов'язані з ювілейними датами організацій, особистостей, зустрічі, майстер-класи.